# Malvastrum waltheriifolium
Malvastrum waltheriifolium là một loài thực vật có hoa trong họ Cẩm quỳ. Loài này được (Link) Ulbr. mô tả khoa học đầu tiên năm 1915.